# Чемпионат Европы по баскетболу 2013. Группа E
В этой статье представлено положение команд и результаты матчей в группе E второго раунда чемпионата Европы по баскетболу 2013. Состав группы был определён по результатам предварительного раунда, завершившегося 9 сентября.
В группе участвовали три лучшие команды групп A (Франция, Украина, Бельгия) и B (Сербия, Литва и Латвии). Команды, игравшие друг с другом в одной группе в предварительном раунде, «сохранили» результаты встреч между собой и поэтому провели только три матча с командами из другой группы. Матчи прошли с 11 по 15 сентября 2013 года на «Арене Стожице» в Любляне, Словения. Четыре лучшие команды вышли в плей-офф. Ими стали сборные Сербии и Литвы, одержавшие по четыре победы с учётом предварительного раунда, а также Франции и Украины, выигравшие, соответственно, три и два матча.

## Турнирная таблица
| Команда | Игр | В | П | МЗ  | МП  | МР  | Очки | Тай-брейк |
| ------- | --- | - | - | --- | --- | --- | ---- | --------- |
| Сербия  | 5   | 4 | 1 | 371 | 343 | +28 | 9    | 1–0       |
| Литва   | 5   | 4 | 1 | 355 | 314 | +41 | 9    | 0–1       |
| Франция | 5   | 3 | 2 | 388 | 380 | +8  | 8    |           |
| Украина | 5   | 2 | 3 | 325 | 364 | −39 | 7    |           |
| Бельгия | 5   | 1 | 4 | 318 | 358 | −40 | 6    | 1–0       |
| Латвия  | 5   | 1 | 4 | 362 | 360 | +2  | 6    | 0–1       |

## Результаты встреч

### 1-й тур
| 11 сентября 2013 14:30 | Протокол | Латвия                     | 85:51    | Украина   | Любляна, Арена Стожице · Зрителей: 2140 · Судьи: Хуан Артега ( Испания), Срджан Дозай ( Хорватия), Элиас Коромилас ( Греция) |
| 11 сентября 2013 14:30 | Протокол | 24–11, 18–11, 23–10, 20–19 |          |           | Любляна, Арена Стожице · Зрителей: 2140 · Судьи: Хуан Артега ( Испания), Срджан Дозай ( Хорватия), Элиас Коромилас ( Греция) |
| 11 сентября 2013 14:30 | Протокол | Яниченокс 14               | Очки     | Гладыр 12 | Любляна, Арена Стожице · Зрителей: 2140 · Судьи: Хуан Артега ( Испания), Срджан Дозай ( Хорватия), Элиас Коромилас ( Греция) |
| 11 сентября 2013 14:30 | Протокол | Меиерс 10                  | Подборы  | Кравцов 6 | Любляна, Арена Стожице · Зрителей: 2140 · Судьи: Хуан Артега ( Испания), Срджан Дозай ( Хорватия), Элиас Коромилас ( Греция) |
| 11 сентября 2013 14:30 | Протокол | Бертанс 7                  | Передачи | Мисхула 4 | Любляна, Арена Стожице · Зрителей: 2140 · Судьи: Хуан Артега ( Испания), Срджан Дозай ( Хорватия), Элиас Коромилас ( Греция) |

| 11 сентября 2013 17:45 | Протокол | Бельгия                    | 69:76    | Сербия    | Любляна, Арена Стожице · Зрителей: 2650 · Судьи: Луджи Ламоника ( Италия), Христос Христодулу ( Греция), Висенте Бульто ( Испания) |
| 11 сентября 2013 17:45 | Протокол | 18–19, 18–21, 15–14, 18–22 |          |           | Любляна, Арена Стожице · Зрителей: 2650 · Судьи: Луджи Ламоника ( Италия), Христос Христодулу ( Греция), Висенте Бульто ( Испания) |
| 11 сентября 2013 17:45 | Протокол | Мукубу 4                   | Очки     | Крстич 17 | Любляна, Арена Стожице · Зрителей: 2650 · Судьи: Луджи Ламоника ( Италия), Христос Христодулу ( Греция), Висенте Бульто ( Испания) |
| 11 сентября 2013 17:45 | Протокол | Эрвелль 9                  | Подборы  | Бьелица 8 | Любляна, Арена Стожице · Зрителей: 2650 · Судьи: Луджи Ламоника ( Италия), Христос Христодулу ( Греция), Висенте Бульто ( Испания) |
| 11 сентября 2013 17:45 | Протокол | Табу, Мукубу по 3          | Передачи | Крстич 5  | Любляна, Арена Стожице · Зрителей: 2650 · Судьи: Луджи Ламоника ( Италия), Христос Христодулу ( Греция), Висенте Бульто ( Испания) |

| 11 сентября 2013 21:00 | Протокол | Литва                      | 76:62    | Франция            | Любляна, Арена Стожице · Зрителей: 2640 · Судьи: Сретен Радович ( Хорватия), Гуэррино Черебук ( Италия), Дамир Явор ( Словения) |
| 11 сентября 2013 21:00 | Протокол | 16–10, 16–17, 19–15, 25–20 |          |                    | Любляна, Арена Стожице · Зрителей: 2640 · Судьи: Сретен Радович ( Хорватия), Гуэррино Черебук ( Италия), Дамир Явор ( Словения) |
| 11 сентября 2013 21:00 | Протокол | Сейбутис 15                | Очки     | Де Коло 12         | Любляна, Арена Стожице · Зрителей: 2640 · Судьи: Сретен Радович ( Хорватия), Гуэррино Черебук ( Италия), Дамир Явор ( Словения) |
| 11 сентября 2013 21:00 | Протокол | Клейза 7                   | Подборы  | Батюм, Аженса по 6 | Любляна, Арена Стожице · Зрителей: 2640 · Судьи: Сретен Радович ( Хорватия), Гуэррино Черебук ( Италия), Дамир Явор ( Словения) |
| 11 сентября 2013 21:00 | Протокол | Калниетис 7                | Передачи | Дьяо 6             | Любляна, Арена Стожице · Зрителей: 2640 · Судьи: Сретен Радович ( Хорватия), Гуэррино Черебук ( Италия), Дамир Явор ( Словения) |

### 2-й тур
| 13 сентября 2013 14:30 | Протокол | Литва                     | 86:67    | Бельгия   | Любляна, Арена Стожице · Зрителей: 2980 · Судьи: Луджи Ламоника ( Италия), Срджан Дозай ( Хорватия), Александр Милоевич ( Северная Македония) |
| 13 сентября 2013 14:30 | Протокол | 18–12, 26–9, 25–14, 17–32 |          |           | Любляна, Арена Стожице · Зрителей: 2980 · Судьи: Луджи Ламоника ( Италия), Срджан Дозай ( Хорватия), Александр Милоевич ( Северная Македония) |
| 13 сентября 2013 14:30 | Протокол | Мотеюнас 13               | Очки     | Табу 15   | Любляна, Арена Стожице · Зрителей: 2980 · Судьи: Луджи Ламоника ( Италия), Срджан Дозай ( Хорватия), Александр Милоевич ( Северная Македония) |
| 13 сентября 2013 14:30 | Протокол | Валанчюнас 10             | Подборы  | Эрвелль 8 | Любляна, Арена Стожице · Зрителей: 2980 · Судьи: Луджи Ламоника ( Италия), Срджан Дозай ( Хорватия), Александр Милоевич ( Северная Македония) |
| 13 сентября 2013 14:30 | Протокол | Калниетис 6               | Передачи | Мурс 5    | Любляна, Арена Стожице · Зрителей: 2980 · Судьи: Луджи Ламоника ( Италия), Срджан Дозай ( Хорватия), Александр Милоевич ( Северная Македония) |

| 13 сентября 2013 17:45 | Протокол | Украина                    | 82:75    | Сербия     | Любляна, Арена Стожице · Зрителей: 5230 · Судьи: Христос Христодулу ( Греция), Сретен Радович ( Хорватия), Крис Доддс ( Шотландия) |
| 13 сентября 2013 17:45 | Протокол | 18–21, 23–19, 22–14, 19–21 |          |            | Любляна, Арена Стожице · Зрителей: 5230 · Судьи: Христос Христодулу ( Греция), Сретен Радович ( Хорватия), Крис Доддс ( Шотландия) |
| 13 сентября 2013 17:45 | Протокол | Корниенко 21               | Очки     | Бьелица 22 | Любляна, Арена Стожице · Зрителей: 5230 · Судьи: Христос Христодулу ( Греция), Сретен Радович ( Хорватия), Крис Доддс ( Шотландия) |
| 13 сентября 2013 17:45 | Протокол | Корниенко 8                | Подборы  | Бьелица 10 | Любляна, Арена Стожице · Зрителей: 5230 · Судьи: Христос Христодулу ( Греция), Сретен Радович ( Хорватия), Крис Доддс ( Шотландия) |
| 13 сентября 2013 17:45 | Протокол | Джетер 4                   | Передачи | Маркович 6 | Любляна, Арена Стожице · Зрителей: 5230 · Судьи: Христос Христодулу ( Греция), Сретен Радович ( Хорватия), Крис Доддс ( Шотландия) |

| 13 сентября 2013 21:00 | Протокол | Франция                    | 102:91   | Латвия             | Любляна, Арена Стожице · Зрителей: 4420 · Судьи: Хуан Артега ( Испания), Гуэррино Черебук ( Италия), Рюштю Нуран ( Турция) |
| 13 сентября 2013 21:00 | Протокол | 31–15, 21–20, 24–30, 26–26 |          |                    | Любляна, Арена Стожице · Зрителей: 4420 · Судьи: Хуан Артега ( Испания), Гуэррино Черебук ( Италия), Рюштю Нуран ( Турция) |
| 13 сентября 2013 21:00 | Протокол | Аженса 25                  | Очки     | Бертанс 28         | Любляна, Арена Стожице · Зрителей: 4420 · Судьи: Хуан Артега ( Испания), Гуэррино Черебук ( Италия), Рюштю Нуран ( Турция) |
| 13 сентября 2013 21:00 | Протокол | Батюм 10                   | Подборы  | Шелаковс 4         | Любляна, Арена Стожице · Зрителей: 4420 · Судьи: Хуан Артега ( Испания), Гуэррино Черебук ( Италия), Рюштю Нуран ( Турция) |
| 13 сентября 2013 21:00 | Протокол | Батюм 6                    | Передачи | Яниченокс, Шкеле 4 | Любляна, Арена Стожице · Зрителей: 4420 · Судьи: Хуан Артега ( Испания), Гуэррино Черебук ( Италия), Рюштю Нуран ( Турция) |

### 3-й тур
| 15 сентября 2013 14:30 | Протокол | Латвия                     | 56:60    | Бельгия            | Любляна, Арена Стожице · Зрителей: 3270 · Судьи: Христос Христодулу ( Греция), Дамир Явор ( Словения), Апостолос Калпакас ( Швеция) |
| 15 сентября 2013 14:30 | Протокол | 15–14, 17–18, 10–14, 14–14 |          |                    | Любляна, Арена Стожице · Зрителей: 3270 · Судьи: Христос Христодулу ( Греция), Дамир Явор ( Словения), Апостолос Калпакас ( Швеция) |
| 15 сентября 2013 14:30 | Протокол | Фрейманис 10               | Очки     | Массо 14           | Любляна, Арена Стожице · Зрителей: 3270 · Судьи: Христос Христодулу ( Греция), Дамир Явор ( Словения), Апостолос Калпакас ( Швеция) |
| 15 сентября 2013 14:30 | Протокол | Фрейманис 11               | Подборы  | Табу 8             | Любляна, Арена Стожице · Зрителей: 3270 · Судьи: Христос Христодулу ( Греция), Дамир Явор ( Словения), Апостолос Калпакас ( Швеция) |
| 15 сентября 2013 14:30 | Протокол | Стрелниекс 4               | Передачи | Табу, Ван Россом 4 | Любляна, Арена Стожице · Зрителей: 3270 · Судьи: Христос Христодулу ( Греция), Дамир Явор ( Словения), Апостолос Калпакас ( Швеция) |

| 15 сентября 2013 17:45 | Протокол | Украина                    | 63:70    | Литва                 | Любляна, Арена Стожице · Зрителей: 4400 · Судьи: Хуан Артега ( Испания), Срджан Дозай ( Хорватия), Элиас Коромилас ( Греция) |
| 15 сентября 2013 17:45 | Протокол | 13–18, 17–14, 16–16, 17–22 |          |                       | Любляна, Арена Стожице · Зрителей: 4400 · Судьи: Хуан Артега ( Испания), Срджан Дозай ( Хорватия), Элиас Коромилас ( Греция) |
| 15 сентября 2013 17:45 | Протокол | Гладыр 18                  | Очки     | Клейза 15             | Любляна, Арена Стожице · Зрителей: 4400 · Судьи: Хуан Артега ( Испания), Срджан Дозай ( Хорватия), Элиас Коромилас ( Греция) |
| 15 сентября 2013 17:45 | Протокол | Кравцов 9                  | Подборы  | Кузминскас, Мачюлис 6 | Любляна, Арена Стожице · Зрителей: 4400 · Судьи: Хуан Артега ( Испания), Срджан Дозай ( Хорватия), Элиас Коромилас ( Греция) |
| 15 сентября 2013 17:45 | Протокол | Джетер 8                   | Передачи | Калниетис, Сейбутис 4 | Любляна, Арена Стожице · Зрителей: 4400 · Судьи: Хуан Артега ( Испания), Срджан Дозай ( Хорватия), Элиас Коромилас ( Греция) |

| 15 сентября 2013 21:00 | Протокол | Сербия                     | 77:65    | Франция        | Любляна, Арена Стожице · Зрителей: 4380 · Судьи: Луиджи Ламоника ( Италия), Висенте Бульто ( Испания), Рюштю Нуран ( Турция) |
| 15 сентября 2013 21:00 | Протокол | 19–17, 19–14, 22–20, 17–14 |          |                | Любляна, Арена Стожице · Зрителей: 4380 · Судьи: Луиджи Ламоника ( Италия), Висенте Бульто ( Испания), Рюштю Нуран ( Турция) |
| 15 сентября 2013 21:00 | Протокол | Крстич 19                  | Очки     | 4 игрока по 12 | Любляна, Арена Стожице · Зрителей: 4380 · Судьи: Луиджи Ламоника ( Италия), Висенте Бульто ( Испания), Рюштю Нуран ( Турция) |
| 15 сентября 2013 21:00 | Протокол | Калинич 8                  | Подборы  | Батюм 7        | Любляна, Арена Стожице · Зрителей: 4380 · Судьи: Луиджи Ламоника ( Италия), Висенте Бульто ( Испания), Рюштю Нуран ( Турция) |
| 15 сентября 2013 21:00 | Протокол | Крстич 4                   | Передачи | Паркер 5       | Любляна, Арена Стожице · Зрителей: 4380 · Судьи: Луиджи Ламоника ( Италия), Висенте Бульто ( Испания), Рюштю Нуран ( Турция) |